# Pietro Micheletti
Pietro Micheletti (Pennabilli, 19 ottobre 1900 – Pennabilli, 25 marzo 2005) è stato un militare italiano.

## Biografia
Nato a Pennabilli era secondo di tre figli, di una antica famiglia della bassa marchigiana i cui antenati si erano qui trasferiti provenienti dalla Sicilia, più precisamente da  Trapani dove vennero creati baroni di questa città e qui edificarono il palazzo avito, e, prima ancora dalla Catalogna, al seguito di Miquelot de Prats, il mercenario Capitano al servizio di Cesare Borgia.
Nel 1917 partì volontario per la prima guerra mondiale, arruolandosi, successivamente, nel corpo degli Arditi; il 4 novembre 1918 alla fine del conflitto, entrava a vittorioso a Trieste .
Rimase sotto le armi e prese servizio presso il Ministero della Guerra sino al 1922, fedelissimo del Gen. Caviglia nel 1920 fece parte della delegazione di militari che trattò, per conto del Regno d'Italia, la resa fiumana di Gabriele D'Annunzio.
Cinquanta anni dopo nel 1968, verrà insignito del cavalierato di Vittorio Veneto, e nel 2000 per attestare i suoi meriti di guerra la provincia di Pesaro e Urbino istituì, e gli consegnò, il premio Una provincia di apifarfalle.
Nel 2003 è stato insignito dal comune di Pennabilli con la consegna delle chiavi della città.
Il 2 giugno 2005, il presidente della Repubblica Carlo Azeglio Ciampi, per le eroiche gesta compiute durante il primo conflitto mondiale, lo insignì di un nuovo cavalierato .
È stato l'ultimo cavaliere di Vittorio Veneto della Regione Marche.
Morì alla età di 105 anni.
Il 15 settembre 2019  il Comune di Pennabilli a ricordo delle gesta di questo Ardito del Piave, ha istituito "Via Pietro Micheletti - eroe della prima guerra mondiale"

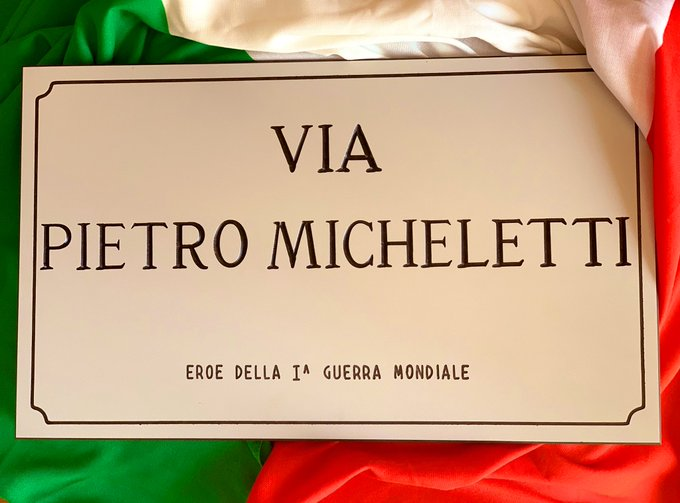

Sul muro esterno della casa in cui è vissuto Micheletti, situata in località Castello di Maciano, il Presidente del Lions Ariminus Montefeltro, Avv. Roberto Giannini, nel corso della cerimonia di titolazione della Via a lui dedicata, ha apposto una targa commemorativa delle eroiche geste di questo militare

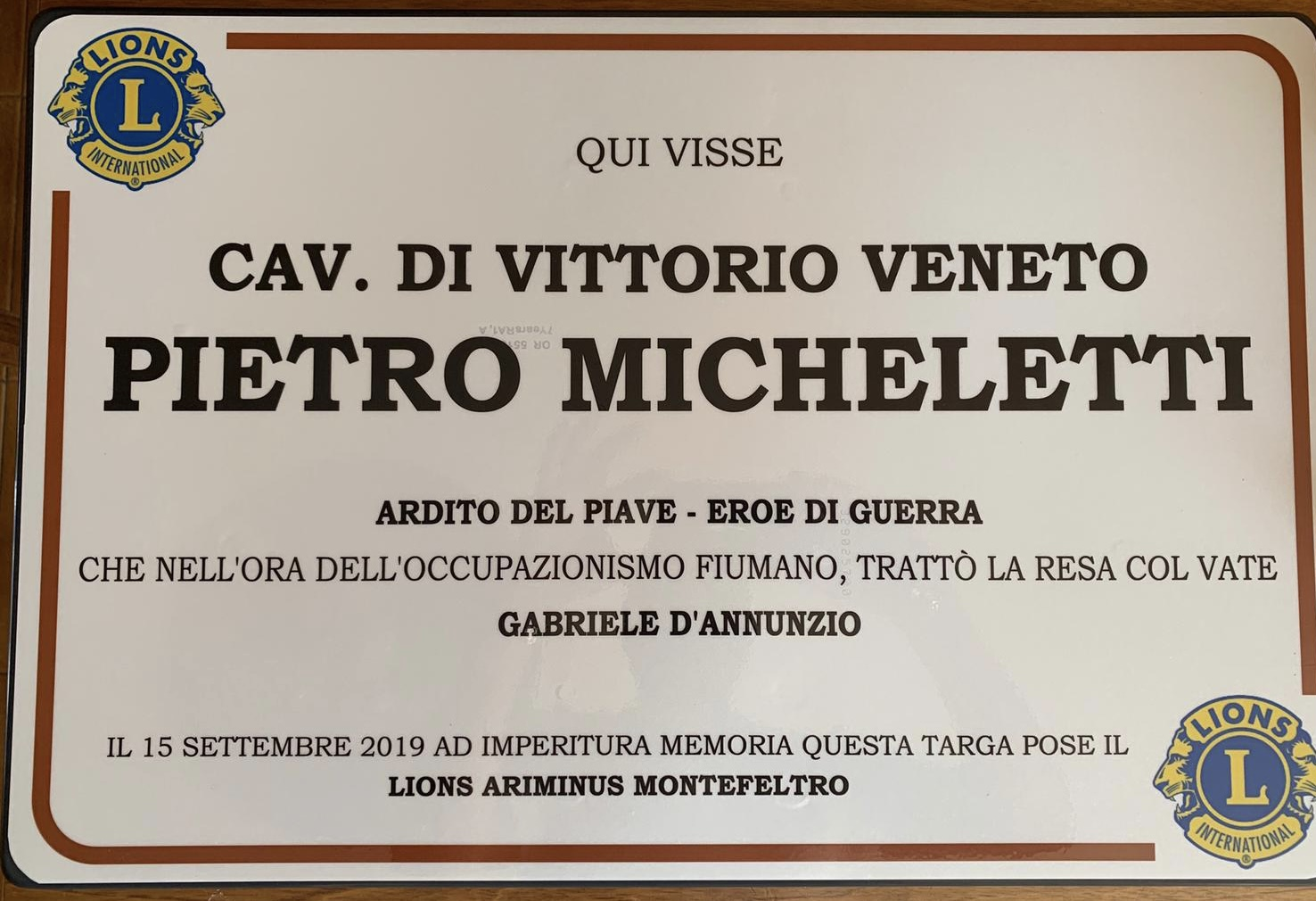

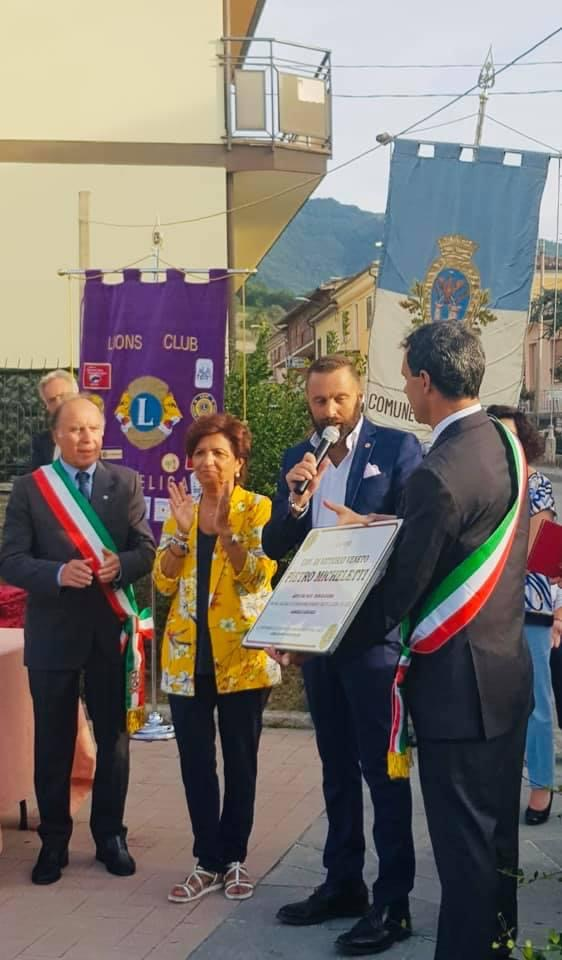